# 小白山脈

小白山脈的位置

小白山脈為韓國境內之山脈，屬朝鮮半島骨幹白頭大幹之最南端，亦為太白山脈之支脈，由太白山脈中段向西南方向支出，形成半島南部主體山勢。山脈南端之智異山海拔 1,915 公尺，為僅次於濟州島漢拏山（1,950 公尺）之韓國第二高峰，亦是本土的最高峰。
山脈本身為天然界山。山脈以東為慶尚道（嶺南地方），以西為忠清道和全羅道（湖南地方），智異山處於三道界線交點。
因小白山脈的作為屏障阻擋來自西邊的冷空氣，而從東邊吹來的冷空氣到達韓國最南端釜山時也幾乎消失殆盡，同時釜山臨海有海洋做為調節，致釜山少有降雪。